# 段孝言
段孝言（?—?），武威郡姑臧县（今甘肃省武威市）人，東魏、北齐大臣。

## 生平
段孝言是段榮的次子，兄长是段韶，前母是婁昭君之姐，生母梁令春。東魏武定末年，初任司徒参軍事。550年（天保元年），北齐建国，段韶以自己的别封霸城县侯转授与他。官至儀同三司、度支尚書、清都尹。
段孝言以勋臣一族驕奢放纵、乱行奢侈，于是左遷海州刺史。因为段韶的缘故，又被召還鄴都，任都官尚書。食邑陽城郡，加開府儀同三司。後转任太常卿，任齐州刺史，以受贿之罪被御史弹劾。齐武成帝去世时，被赦免。再任太常卿，食邑河南郡。後转任吏部尚書。
571年（武平二年），和士開被殺，祖珽掌握政权，祖珽准备排挤出趙彦深，召段孝言共同执政。段孝言兼侍中，入内省，掌管機密。不久成为正式的侍中，吏部尚书不变。段孝言没有才识，不能公平处事，所提拔的人员，不是贿赂就是旧友。将作丞崔成非難：「尚书是天下人的尚书，难道是段家的尚书吗」？段孝言无词以答，祇是让他下去。转任中書监、加特進。他又利用韓長鸞，共同揭发祖珽。573年（武平四年），祖珽被赶出朝廷後，段孝言任尚書右僕射，仍主管选举人材。负责监作疏理鄴城北护城河。儀同三司崔士順、将作大匠元士将、太府少卿酈孝裕、尚書左民郎中薛叔昭、司州治中崔龍子、清都尹丞李道隆、鄴县令尉長卿、臨漳县令崔象、成安县令高子徹都在段孝言手下。段孝言多提拔富商大賈，腐败風潮横行。不久又迁为尚書左僕射，仍为特进、侍中。
段孝言晚年豪奢，好女色。後来娶了婁定遠的妾董氏为妻，十分寵愛，家里内外不和，因为争讼被弹劾免官，流放光州。段孝言虽然贪得无厌，恣情酒色奢豪放荡，但是举止风流，能招致名士赋诗演奏音乐，伎舞笙歌，尽情欢乐。即使是草莽人士也被他引入宾馆娱兴赏乐，貧窮者也有所赠送。舆论又为此称赞他。北齐滅亡，段孝言在北周任開府儀同大将軍，後加上開府之位。